# Lenine
Oswaldo Lenine Macedo Pimentel, conegut artísticament com a Lenine (Recife, 2 de febrer de 1959), és un cantant, compositor, arranjador, multi-instrumentista, actor, escriptor, productor musical, enginyer químic, i ecologista brasiler, guanyador de 7 Grammys Llatins, 2 premis de l'APCA, i 12 Premis de la Música Brasilera. Es calcula que Lenine ha escrit, gravat i produït més de cinc-centes cançons, algunes d'elles gravades per Maria Bethânia, Daniela Mercury, Elba Ramalho, Milton Nascimento, Gilberto Gil, entre d'altres. Actualment, ocupa la trenta-vuitena cadira de l'Acadèmia Pernambucana de Lletres.

## Biografia
Lenine és fill de José Geraldo i Dayse Pimentel, i va rebre aquest nom a causa d'un homenatge que el seu pare, comunista, va voler fer al líder soviètic Lenin, responsable de l'eclosió de la Revolució Russa el 1917. La seva mare era catòlica i duia els fills a la missa tots els diumenges. Mentrestant, el pare es quedava a casa escoltant música, fins que, als vuit anys, edat en la qual Geraldo creia que les criatures ja tenien capacitat de discerniment davant la vida, els fills van optar per les audicions dominicals, i no van tornar més a l'església. El pare de Lenine va descobrir el socialisme al seminari, institució que va abandonar posteriorment, i molt aviat va transmetre les idees de la teoria socialista als fills. Durant una entrevista, el cantant va dir que el seu pare l'ha influenciat fins al dia d'avui i que viu responent les preguntes que ell li va ensenyar a fer-se: "Què fas? Per què ho fas? I per a qui ho fas?". Va ser el pare també que va inculcar als fills la curiositat per saber com funcionen les coses.
El seu interès per la música es remunta a la infància, quan Lenine agafava d'amagat la guitarra de la seva germana gran, després de robar la clau de l'armari on l'instrument estava guardat, tocant les cançons d'oïda. En les audicions dels diumenges, escoltava música alemanya, folklore rus, Tchaikovsky, Glenn Miller, Chopin, Gil Evans, barrejats amb Dorival Caymmi o Jackson do Pandeiro.
Lenine va estudiar enginyeria química al col·legi salesià, va acabar la carrera d'Enginyeria Química a la Universitat Catòlica de Pernambuco (UNICAP), i està casat amb Anna Barroso.

## Carrera musical
Va traslladar-se a Rio de Janeiro a finals dels anys 1970, ja que en aquella època hi havia pocs recursos per a la música a Recife. Va viure amb alguns amics, compositors. Va compartir durant un temps un apartament al barri d'Urca, després una caseta a Botafogo, famosa per haver estat la casa de Macalé i Sônia Braga. Després va marxar cap a Santa Teresa.

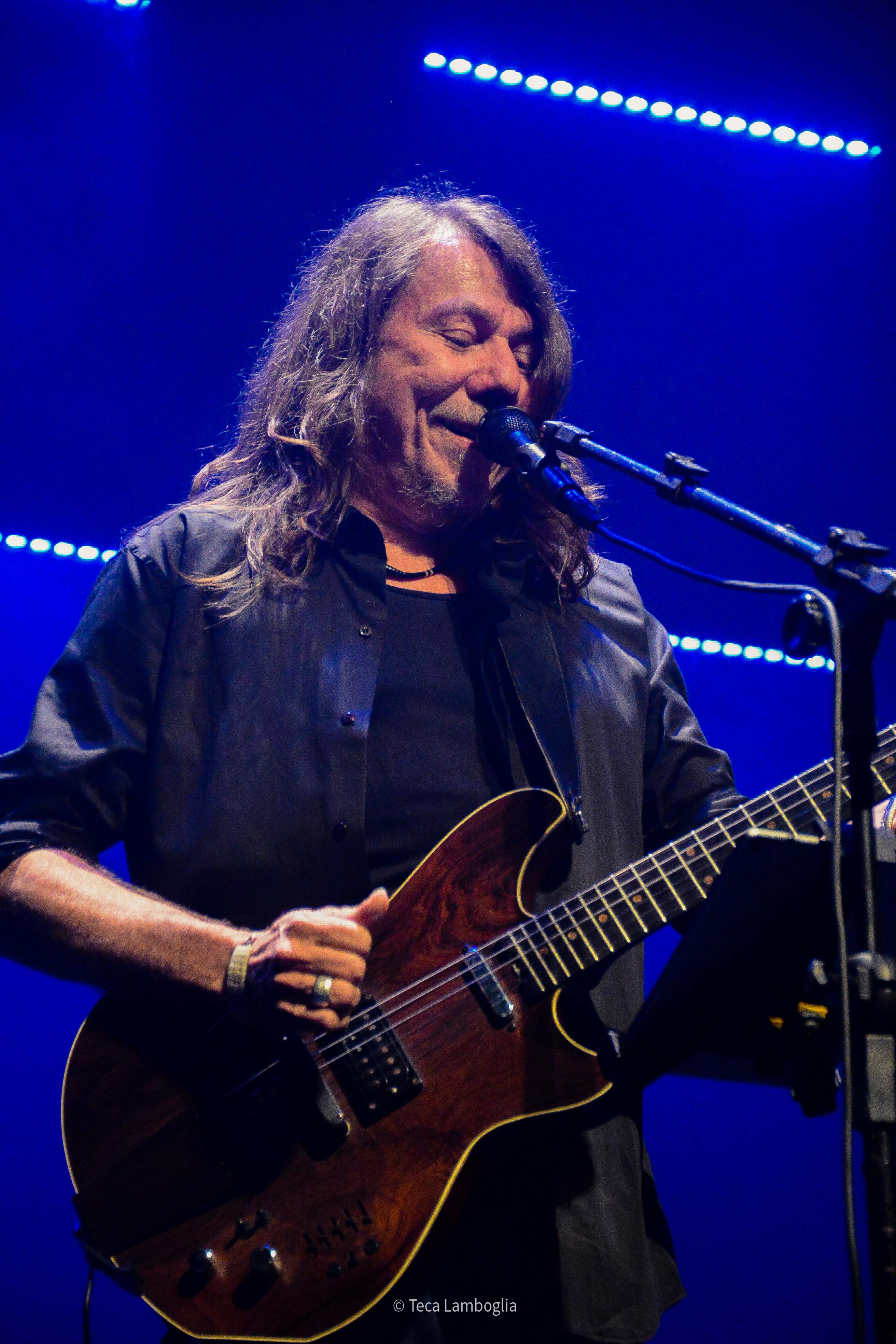
Lenine el maig de 2018

La música de Lenine va ser gravada per Elba Ramalho, que va ser la primera cantant d'èxit nacional en enregistrar les seves cançons. Després van venir Fernanda Abreu, O Rappa, Milton Nascimento, Maria Rita, Maria Bethânia i molts altres.
Va produir "Segundo", de Maria Rita; "De uns tempos pra cá", de Chico César; "Lonji", de Tcheka (cantant i compositor de Cap Verd); i "Ponto Enredo", de Pedro Luís e a Parede.
Va treballar a la televisió amb els directors Guel Arraes i Jorge Furtado. Per ells, va encarregar-se de la direcció musical de Caramuru: A Invenção do Brasil que primer va ser una minissèrie, i després es va convertir en pel·lícula. Va participar també en la direcció del musical de "Cambaio", de João Falcão i Adriana Falcão, basat en cançons de Chico Buarque i Edu Lobo.
Lenine va guanyar dos premis Grammy Llatins: un al “Millor Àlbum Pop Contemporani” amb el seu àlbum "Falange Canibal"; i un altre el 2009 en la categoria de millor cançó brasilera amb la música "Martelo Bigorna". El 2013, el cantant va celebrar els seus 30 anys de carrera. A l'agenda hi van figurar homenatges, documentals i 30 projectes especials, com el retrobament amb Marcs Suzano al show Olho de Peixe (a l'abril, a Rio de Janeiro), la gira europea The Bridge (maig, agost i octubre), amb la Martin Fondse Orchestra, un show especial celebrant el disc Baque Solto (setembre, a Recife), a més de la gira Concertos Chão i dels shows Lenine Solo. També el 2013, Lenine signa la banda sonora del nou espectacle del Grupo Corpo.
El 2015, l'àlbum Carbono va ser nominat al Grammy Llatí en la categoria de Millor Àlbum de Música Popular Brasilera, juntament amb la cançó Simples Assim, la qual va ser nominada per a la categoria Millor Cançó Brasilera. El 2016, és nominat al Premi de la Música Brasilera en les categories: "Millor Àlbum" (Carbono) i "Millor Cantant", guanyant el premi en aquesta última. El 2017 va guanyar el Premi de la Música Brasilera en les categories: Millor àlbum de MPB (Lenine & Martin Fondse Orchestra - The Bridge Live At Bimhuis) i "Millor Cantant de MPB". Lisboa, participació de Lenine amb les Anavitória, va rendir un Grammy Llatí a la Millor cançó en Llengua Portuguesa de 2021.

## Discografia
- 1983: Baque Solto
- 1993: Olho de Peixe
- 1997: O Dia em Que Faremos Contato
- 1999: Na Pressão
- 2002: Falange Canibal
- 2004: In Cité (ao vivo)
- 2006: Acústico MTV (ao vivo)
- 2008: Labiata
- 2010: Lenine.doc/Trilhas
- 2011: Chão
- 2015: Carbono
- 2016: The Bridge - Lenine & Martin Fondse Orchestra - Live at Bimhuis
- 2018: Em Trânsito (en directe)

## Premis i mencions

### Grammys Llatins
| Any  | Categoria                                                   | Nominació               | Resultado |
| ---- | ----------------------------------------------------------- | ----------------------- | --------- |
| 2000 | Millor àlbum d'MPB                                          | Na Pressão              | Nominat   |
| 2002 | Millor àlbum de pop contemporani brasiler                   | Falange Canibal         | Guanyador |
| 2005 | Millor àlbum de pop contemporani brasiler                   | Lenine In Cité          | Guanyador |
| 2005 | Millor cançó brasilera                                      | Ninguém Faz Idéia       | Guanyador |
| 2007 | Millor àlbum de pop contemporani brasiler                   | Acústico MTV            | Guanyador |
| 2009 | Millor cançó brasilera                                      | Martelo Bigorna         | Guanyador |
| 2012 | Millor cançó brasilera                                      | Amor é Pra Quem Ama     | Nominat   |
| 2015 | Millor àlbum d'MPB                                          | Carbono                 | Nominat   |
| 2015 | Millor cançó brasilera                                      | Simples Assim           | Nominat   |
| 2018 | Grammy Latino de Millor àlbum de rock en llengua portuguesa | Lenine em Trânsito      | Guanyador |
| 2021 | Millor cançó en llengua portuguesa                          | Lisboa (amb Anavitória) | Guanyador |

L'any 2006, el disc Segundo, de Maria Rita -del qual va ser-ne productor- va obtenir el Grammy llatí al millor àlbum d'MPB.

### MTV Video Music Brasil
| Any  | Categoria              | Nominació                   | Resultat |
| ---- | ---------------------- | --------------------------- | -------- |
| 1998 | Artista Revelació      | Lenine                      | Nominat  |
| 1998 | Millor videoclip d'MPB | Dois Olhos Negros           | Nominat  |
| 2000 | Videoclip de l'Any     | Paciência                   | Nominat  |
| 2000 | Millor videoclip d'MPB | Paciência                   | Nominat  |
| 2002 | Millor videoclip d'MPB | O Homem dos Olhos de Raio X | Nominat  |
| 2012 | Artista Masculí        | Lenine                      | Nominat  |

### Premi de la Música Brasilera
| Any  | Categoria                                   | Nominació                                                     | Resultat  |
| ---- | ------------------------------------------- | ------------------------------------------------------------- | --------- |
| 1998 | Millor cançó (MPB)                          | A Ponte                                                       | Guanyador |
| 1998 | Revelació masculina (MPB)                   | Lenine                                                        | Guanyador |
| 2003 | Millor cantant (votació popular)            | Lenine                                                        | Guanyador |
| 2005 | Cançó de l'any                              | Todas elas juntas num só ser                                  | Guanyador |
| 2005 | Millor cantant (votació popular)            | Lenine                                                        | Guanyador |
| 2005 | Millor cantant (MPB)                        | Lenine                                                        | Guanyador |
| 2005 | Millor Àlbum Pop/rock/reggae/hip-hop/funk   | In Cité                                                       | Guanyador |
| 2009 | Millor Àlbum Pop/rock/reggae/hip-hop/funk   | Labiata                                                       | Guanyador |
| 2009 | Millor Cantant Pop/rock/reggae/hip-hop/funk | Lenine                                                        | Guanyador |
| 2016 | Millor Àlbum Pop/rock/reggae/hip-hop/funk   | Carbono                                                       | Nominat   |
| 2016 | Millor Cantant Pop/rock/reggae/hip-hop/funk | Lenine                                                        | Guanyador |
| 2017 | Millor Àlbum MPB                            | Lenine e Martin Fondse Orchestra – The Bridge Live at Bimhuis | Guanyador |
| 2017 | Millor Cantant MPB                          | Lenine                                                        | Guanyador |

### Premis Multishow
| Any  | Categoria             | Nominació                          | Resultat |
| ---- | --------------------- | ---------------------------------- | -------- |
| 2002 | Millor Instrumentista | Lenine                             | Nominat  |
| 2003 | Millor Cantant        | Lenine                             | Nominat  |
| 2009 | Millor Cantant        | Lenine                             | Nominat  |
| 2016 | Música Boa Ao Vivo    | Se Você Pensa (amb Anitta i Skank) | Nominat  |

### Premis Contigo! MPB FM
| Any  | Categoria                      | Nominació | Resultat  |
| ---- | ------------------------------ | --------- | --------- |
| 2012 | Millor Àlbum d'MPB             | Chão      | Nominat   |
| 2012 | Millor Cantant (jurat popular) | Lenine    | Guanyador |
| 2013 | Millor Cantant                 | Lenine    | Nominat   |

### Millors de l'Any
| Any  | Categoria      | Nominació                | Resultat |
| ---- | -------------- | ------------------------ | -------- |
| 2010 | Cançó de l'Any | Aquilo que Dá no Coração | Nominat  |

### Premi Extra de Televisió
| Any  | Categoria    | Nominació                        | Resultat |
| ---- | ------------ | -------------------------------- | -------- |
| 2010 | Millor Cançó | Fogo e Gasolina (amb Roberta Sá) | Nominat  |